# ساحل البعوض
ساحل البعوض (بالإنجليزية: The Mosquito Coast)‏ هو فيلم دراما أمريكي صدر عام 1986، من إخراج بيتر وير وبطولة هاريسون فورد، هيلين ميرين، أندري غريغوري و ريفر فوينكس. الفيلم مقتبس عن رواية بنفس الاسم للروائي بول ثيرو. ويحكي قصة عائلة تغادر الولايات المتحدة في محاولة للعثور على حياة أكثر بساطة وسعادة في أدغال أمريكا الوسطى، ولكن سرعان ما تتحول جنتهم إلى واقع مرير حيث يصبح سلوك الوالد العنيد أكثر عدوانية وتقلبا. صُور الفيلم في عدة مدن من بينها: كارترزفيل، روما في ولاية جورجيا، بالإضافة إلى بالتيمور وبليز.

## روابط خارجية
- ساحل البعوض على موقع IMDb (الإنجليزية)
- ساحل البعوض على موقع ميتاكريتيك (الإنجليزية)
- ساحل البعوض على موقع روتن توميتوز (الإنجليزية)
- ساحل البعوض على موقع ألو سيني (الفرنسية)
- ساحل البعوض على موقع Turner Classic Movies (الإنجليزية)
- ساحل البعوض على موقع أول موفي (الإنجليزية)
- ساحل البعوض على موقع بوكس أوفيس موجو (الإنجليزية)
- ساحل البعوض على موقع فيلمافينيتي (الإسبانية)
- ساحل البعوض على موقع قاعدة بيانات الأفلام السويدية (السويدية)
- ساحل البعوض على موقع قاعدة بيانات الفيلم (الإنجليزية)